# Impatto con volatili

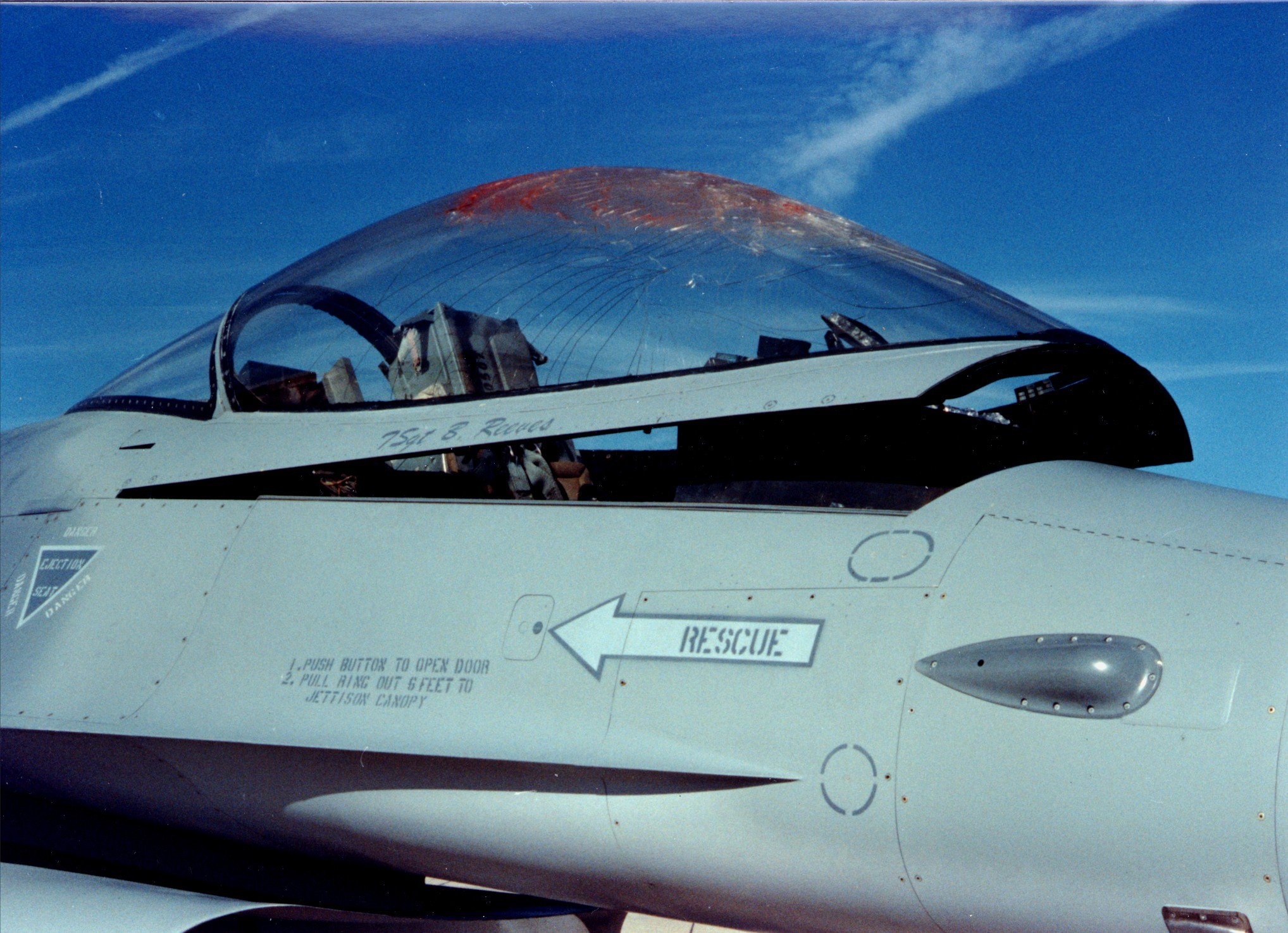
Effetti di un bird strike su un F-16

Un impatto con volatili (in inglese bird strike) è un impatto tra un aeromobile e un volatile.
I danni causati sono spesso ingenti; a partire dal 1910 si sono registrati 350 decessi in campo militare e 250 in campo civile a causa di impatto con volatili.

## Descrizione dell'evento

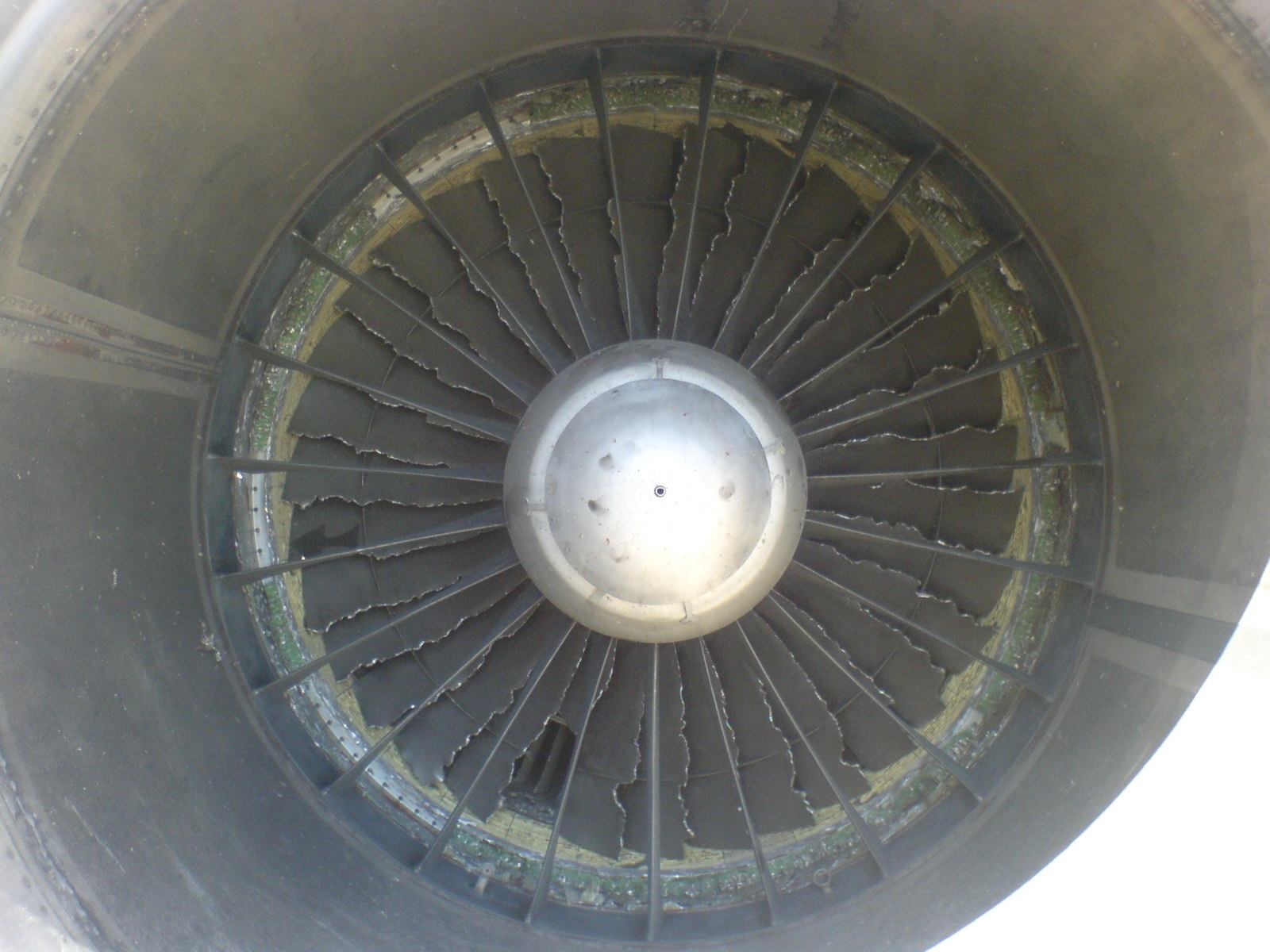
Presa d'aria di una turbina di aereo dopo l'inghiottimento di un volatile.

L'impatto con volatili accade più di frequente durante il decollo o l'atterraggio (circa il 90% dei casi) e in voli a bassa quota. Tuttavia, casi di impatto con volatili si sono verificati anche ad altitudini più elevate, come 6 000 o 9 000 metri sul livello del mare.

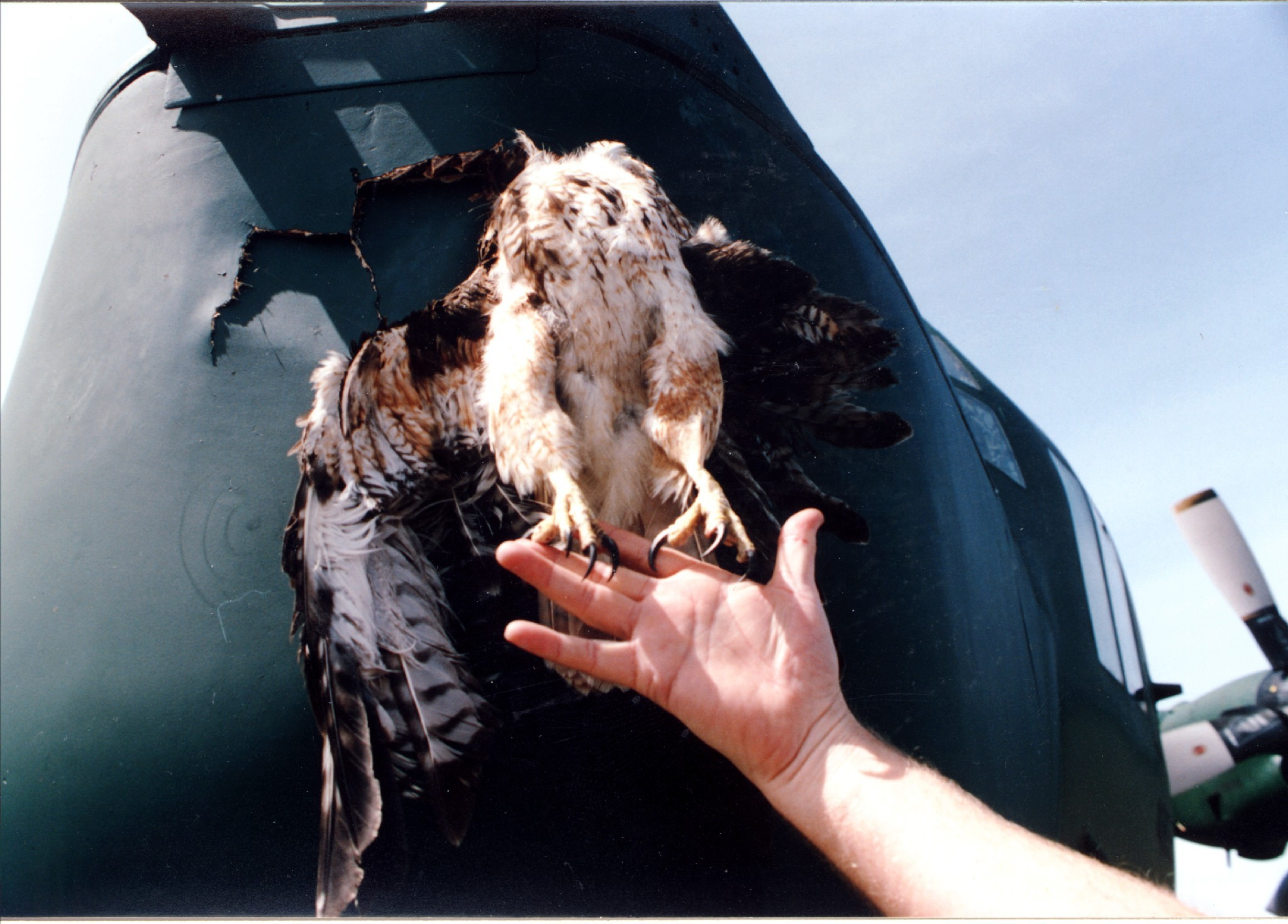
Carcassa di un falco dopo l'impatto contro il muso di un C-130

Il punto d'impatto è spesso la parte anteriore della fusoliera, specie il parabrezza o l'elica (per gli aerei che ne sono provvisti sul muso), poiché è la più esposta nel caso in cui l'uccello giunga in senso opposto. Molto frequenti, anche se meno pericolosi, sono anche gli impatti contro l'ala e contro il carrello. Molto temibile poi, per gli aviogetti, è l'inghiottimento del volatile da parte della presa d'aria. L'ingestione dell'animale può causare danni alle palette del compressore con conseguente rischio di arresto o di incendio del propulsore, costringendo il pilota, nel migliore dei casi, a riportare a terra il velivolo.
Le aziende produttrici di motori aeronautici devono sottoporre da diversi anni i loro prodotti a collaudi di robustezza per impatti di questo tipo, per poter prevedere i possibili danni causati e trovare delle soluzioni tecniche per ridurre al minimo il rischio di grave malfunzionamento e il conseguente pericolo di incidente fatale.

## Conseguenze dell'impatto con volatili
La forza dell'impatto su un aereo dipende dal peso dell'animale, dalla differenza di velocità e dalla direzione dell'impatto. Un impatto a bassa velocità di un piccolo uccello, può causare danni relativamente lievi o nulli, mentre un impatto ad alta velocità può causare danni considerevoli e anche pericolosi guasti al velivolo, tanto da compromettere la sicurezza di chi vi è a bordo.
Secondo la FAA (Federal Aviation Administration) statunitense, solo il 15 % degli impatti con volatili (11% per l'ICAO - Organizzazione Internazionale dell'Aviazione Civile) risulta che abbia effettivamente danneggiato l'aeromobile. Per una equivalenza, basti pensare che l'impatto con un uccello di 5 kg a 240 km/h (la velocità di un velivolo in atterraggio) equivale a un peso di mezza tonnellata fatto cadere da un'altezza di 3 metri.

## Casi rilevanti
- Il volo US Airways 1549, decollato dall'Aeroporto LaGuardia di New York e diretto all'Aeroporto Internazionale di Charlotte-Douglas, impattò con uno stormo di oche canadesi e subì l'arresto di entrambi i motori; non riuscendo a raggiungere nessuna delle piste di atterraggio più vicine, il pilota effettuò un ammaraggio di emergenza sul fiume Hudson senza che nessuna delle persone a bordo perdesse la vita.
- Il volo Ryanair 4102, decollato dall'aeroporto di Francoforte-Hahn e diretto all'Aeroporto di Roma-Ciampino, impattò con uno stormo di circa 90 uccelli riportando danni ai motori, all'ala sinistra e al relativo carrello di atterraggio; nonostante questo il velivolo riuscì ad atterrare senza gravi problemi, anche se durante la fase di frenatura l'aereo uscì leggermente di pista, rientrandovi però immediatamente.